# Kattefod (plante)
Kattefod (Antennaria dioica) er en 5-20 cm høj flerårig urt med hårklædte stængler og blade. Blomsterne danner små kurve, der er samlet i endestillede halvskærme. Arten er karakterart for meget mager og sandet jord.

## Beskrivelse
Kattefod er en flerårig og tvebo, urteagtig plante med en opstigende til opret vækst. Stænglerne er stive og tæt dækket af gråhvide hår. Bladene danner en grundstillet roset, hvor de er spatelformede, mens stængelbladene sidder spredt og tilliggende. De er smalt lancetformede og hele med hel rand. Oversiden er tyndt behåret og grågrøn, mens undersiden er filthåret og næsten rent hvid.
Blomstringen foregår i maj-juni, hvor man finder de bittesmå blomster samlet i små kurve, der igen danner endestillede halvskærme. Blomsterne er enten rent hanlige eller rent hunlige. Hanblomster har runde kurve, mens hunblomsterne har aflange kurve. De enkelte blomster er rørformede og lyserøde eller hvide. Frugterne er nødder med hårformet fnok.
Rodsystemet består af grove, dybtgående rødder. Planten danner overjordiske udløbere (aflæggere).
Højde x bredde og årlig tilvækst: 0,10 x 0,05 m (10 x 5 cm/år), heri ikke medregnet skud fra udløberne.

## Habitat og udbredelse
Kattefod er udbredt i Kaukasus, Centralasien, Sibirien, Østasien, Nordamerika og det meste af Europa. I Danmark er den mest udbredt i Jylland og Nordsjælland på heder, klitter og skrænter. Den er knyttet til lysåbne voksesteder med en let fugtig, sur og næringsfattig jord.
På de fåregræssede enge ved Kiltsi, Lääne-Vírumaa len, Estland, vokser arten sammen med bl.a. alm. månerude, slangetunge, Carex lepidocarpa, engblomme, korsensian, langakset trådspore, melet kodriver, stor skjaller og sumpkællingetand
| Portal | Portal:Botanik |